# La Révolution naît des entrailles du chagrin
Pour plus de détails, voir Fiche technique et Distribution.
La révolution naît des entrailles du chagrin est un film documentaire réalisé au Liban par Sarah Claux, Charbel Cherif, Arthur Sarradin et Maxime Macé.
Le titre est tiré d'un poème de Nizar Kabbani, poète syrien.

## Synopsis
Trente ans après la guerre civile, alors que surgissent les prémices d’une crise économique d’ampleur et que le pays est ravagé par les scandales de corruption, le peuple libanais entame le plus important sursaut révolutionnaire de son histoire jusqu’à deux millions de Libanais sont descendus dans la rue pour dénoncer une classe politique corrompue, inapte, clientéliste et responsable de la profonde crise économique dans laquelle le pays s’enfonce chaque jour un peu plus. Sur tout le territoire, les Libanais manifestent sans distinction de religion ou de communauté. « Un, un, un ! Le peuple libanais ne fait qu’un ! ». Pendant un an, du tout premier soir de la révolution jusqu’à l’explosion du port de Beyrouth, cet élan de révolte sans précédent, de Beyrouth à Baalbek en passant par Tripoli, a été filmé, suivant le destin de révolutionnaires que tout oppose, mais que la révolution va réunir,.

## Fiche technique
- Titre : La révolution naît des entrailles du chagrin
- Réalisation : Sarah Claux, Charbel Cherif, Arthur Sarradin et Maxime Macé, en collaboration avec Taleesa Herman[6]
- Son : Arthur Sarradin[7]
- Montage : Arthur Sarradin, Jérémy Leroux[7]
- Pays :  France Liban
- Format : HD
- Durée : 52 minutes